# El Codro Barret
El Codro Barret és una roca singular del terme municipal de Monistrol de Calders, a la comarca del Moianès.
Aquesta mena de roques singulars aïllades reben el nom, només a Monistrol de Calders, de codros, peculiar paraula formada per la deformació de la paraula còdol.
Està situada a la part central del terme, al sud-est i a poca distància del mateix poble de Monistrol de Calders. Es troba a la Baga de Saladic, damunt del Sot de l'Arç. És enlairat damunt del camí de muntanya, antic camí ral, que des del poble s'adreça a Granera passant pel Pla de Trullars.
Deu el seu nom a la peculiar forma que té, una mena de columna capçada per una pedra més ampla, que li dona aparença de barret.